# Wittschlössel
Das Wittschlössel (französisch Château de Wittschlœssel) ist eine abgegangene kleine mittelalterliche Felsenburganlage auf einem kleinen Felsen in 444 Metern Höhe auf dem Gipfel des Wittbergs südlich von Obersteinbach auf dem Gebiet von Dambach im Elsass.

## Beschreibung

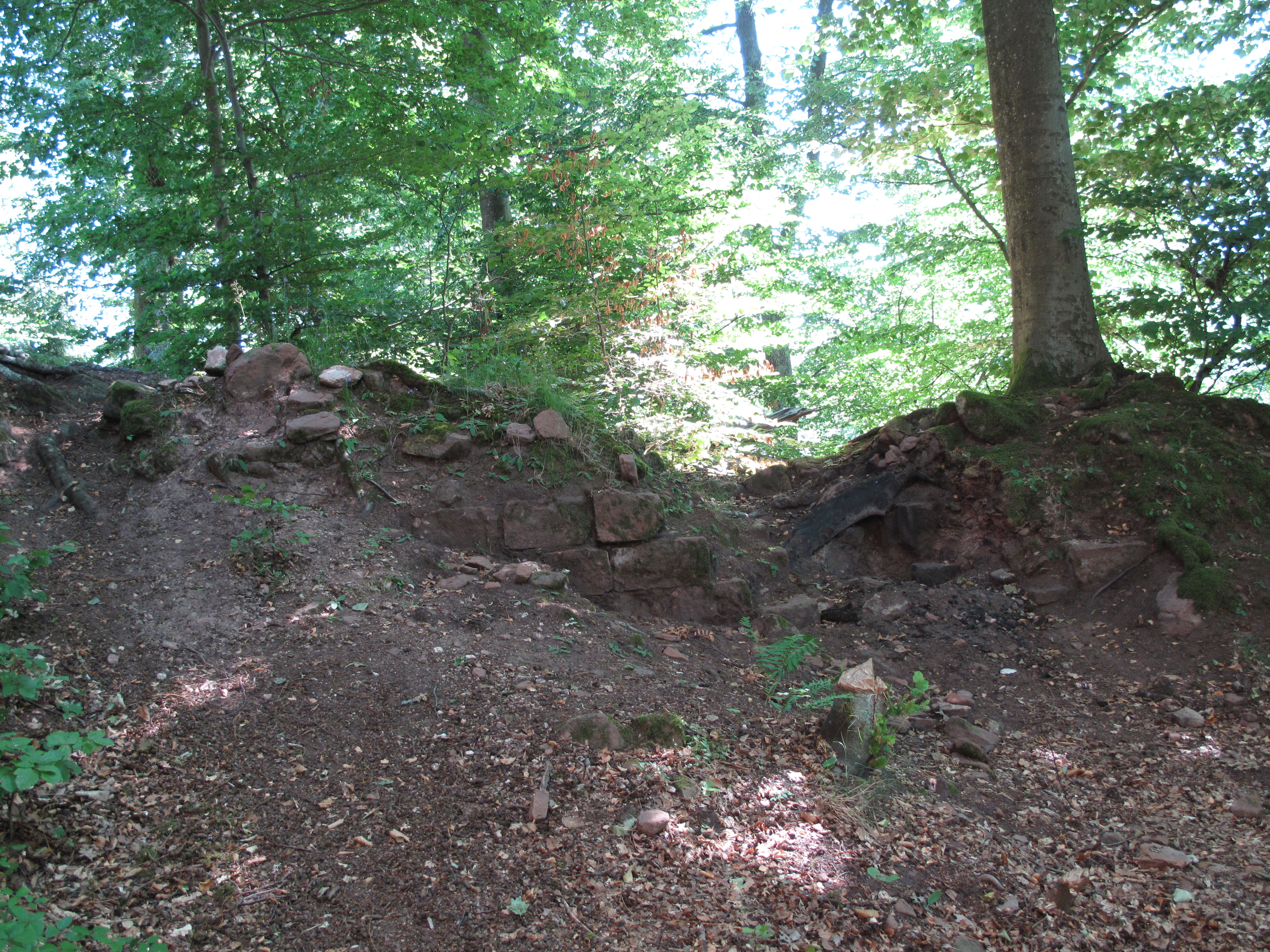
Mauerreste auf der Südseite

Vom Wittschlössel ist nur sehr wenig erhalten. Lediglich einige Mauerreste und ein aus dem Felsen geschlagener Raum (ohne Decke) zeugen noch von der Existenz einer Burg. Große Teile der Anlage sind meterhoch mit Schutt bedeckt.
Möglicherweise gehörte das Wittschlössel als Außenwerk zu der auf demselben Bergrücken gelegenen Burg Wineck oder der in der Nähe gelegenen Burg Schöneck.

## Geschichte

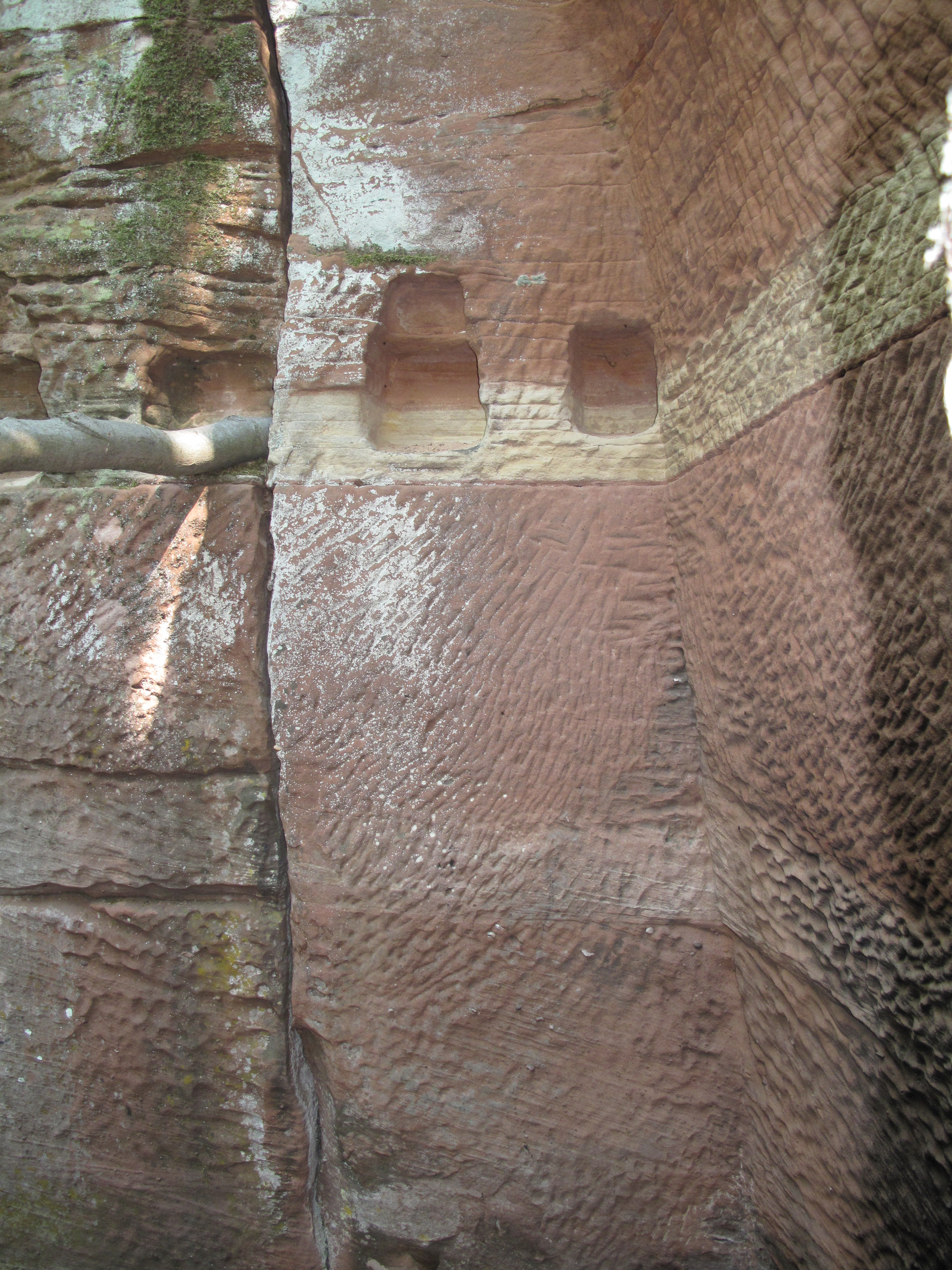
Balkenlöcher im anstehenden Sandstein

Über die Gründung der Burg ist nichts bekannt. Die sorgfältige Steinbearbeitung lässt eine Erbauung im 13. Jahrhundert vermuten. Erstmals erwähnt wurde die Burg mit Namen 1577 als Wydberg Schlolsslin. In dieser Urkunde wird die Burg als bereits verlassen bezeichnet. Der Eisenfabrikant Jean de Dietrich kaufte im 18. Jahrhundert das Waldgebiet mitsamt der Burg. Die Burgstelle war weiterhin als militärischer Beobachtungsposten interessant, so 1814 für französische Soldaten aus Bitsch unter General Baron von Maureillan und im Zweiten Weltkrieg für die französischen Soldaten, welche sich am 12. Juni 1940 an der Burgstelle ein Feuergefecht mit deutschen Truppen lieferten.